# 座間市立ひばりが丘小学校

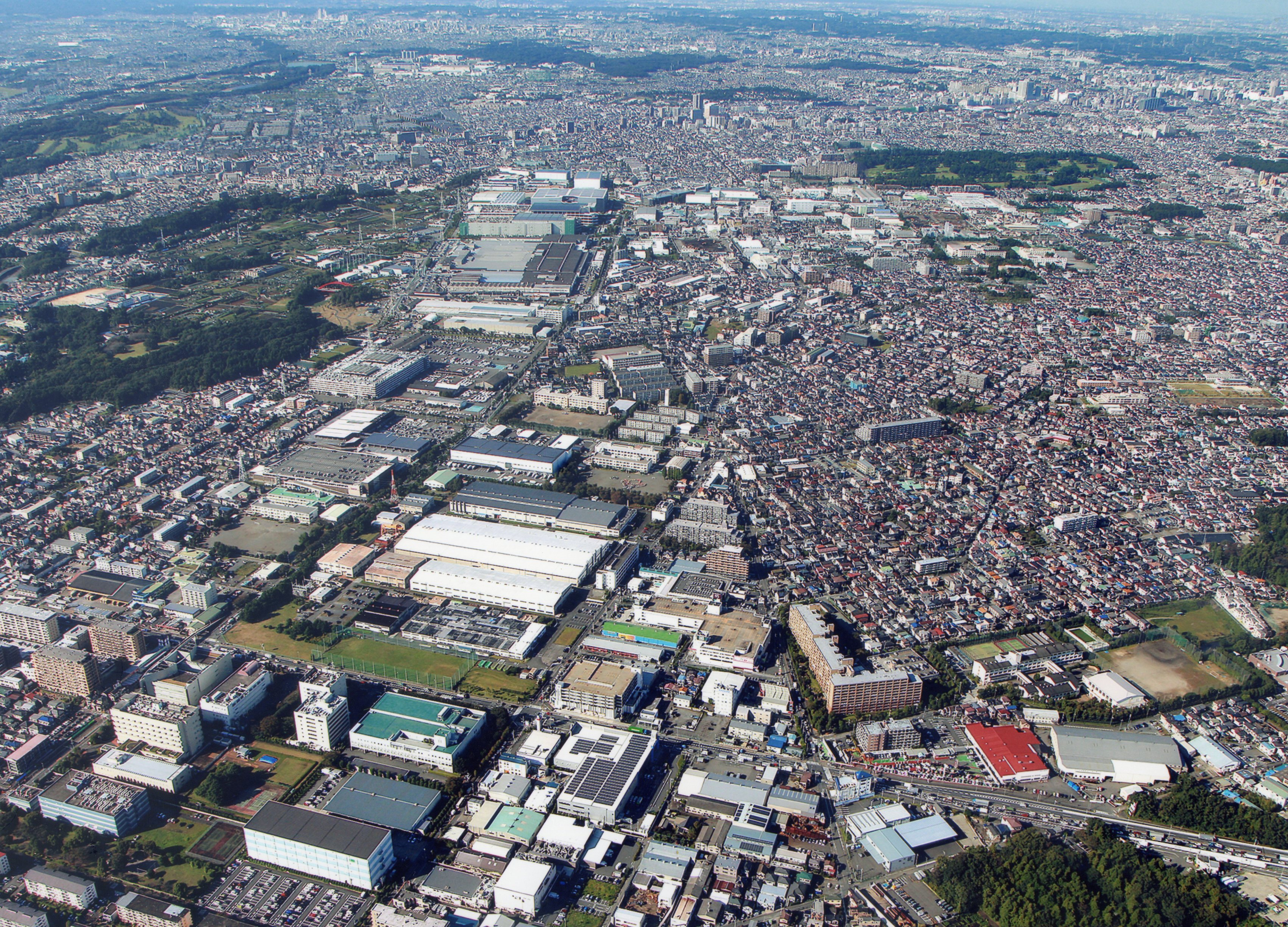

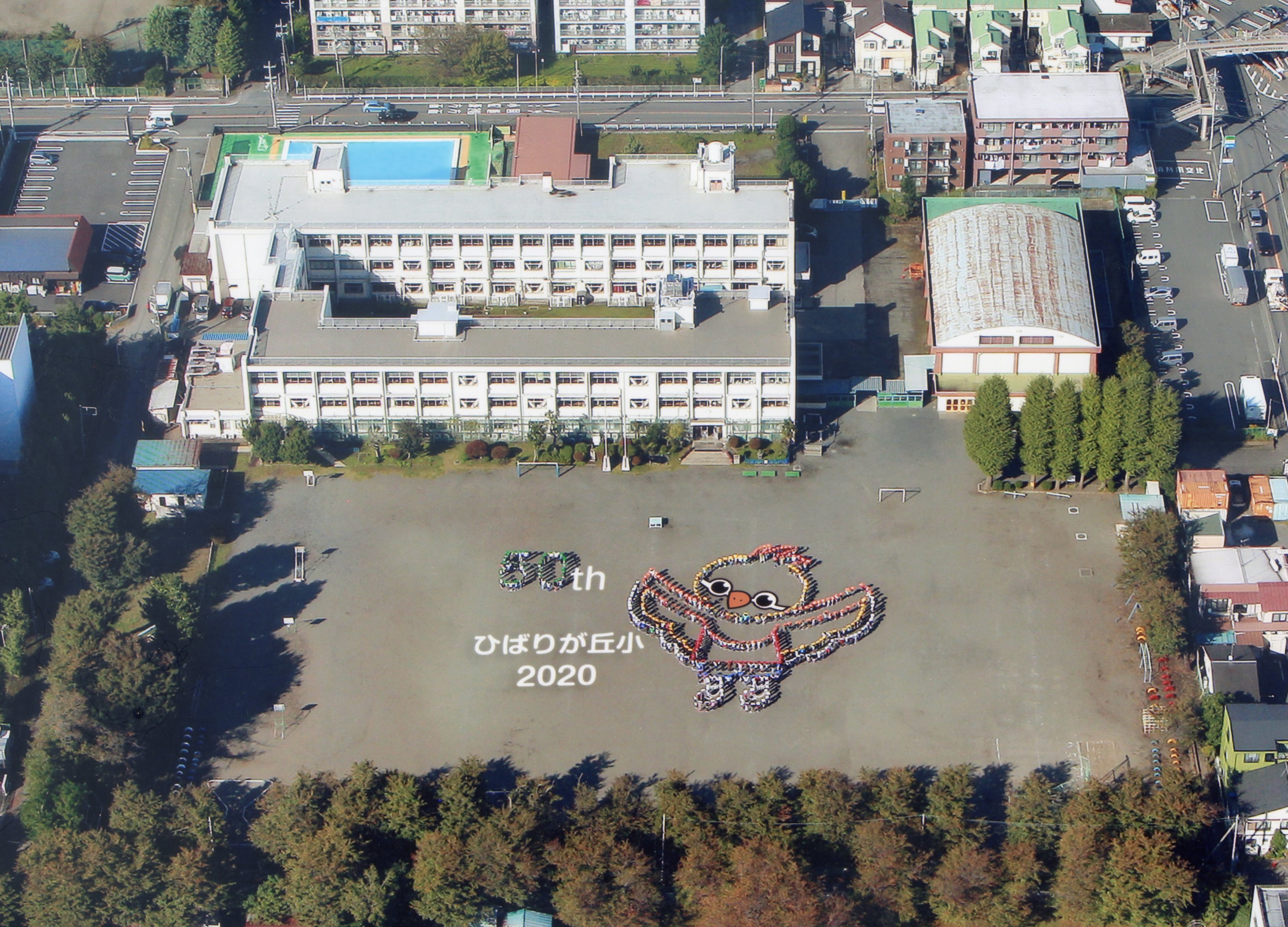
ひばりが丘小学校上空

座間市立ひばりが丘小学校（ざましりつ ひばりがおかしょうがっこう）は、神奈川県座間市ひばりが丘四丁目にある公立小学校。「ひばりが丘」という名称は、ヒバリが多かったことから「雲雀ヶ丘」となり、本校の開設時に小学生にもわかりやすいように平仮名としたものである。

## 沿革
出典
- 1971年
  - 4月1日 - 座間第二小学校より分離し、同校地内仮校舎で座間町立ひばりが丘小学校開校（児童数419名、学級数13）。
  - 7月16日 - ひばりが丘小学校PTA設立。
  - 8月31日 - 現在地に新校舎が落成、移転。
  - 11月1日 - 座間町の市制施行により、座間市立ひばりが丘小学校と改称。
- 1972年
  - 1月26日 - 校歌「青空たかく」制定。
  - 3月11日 - 校歌発表会開催。
  - 10月28日 - 校旗が授与される。
- 1974年3月25日 - 体育館落成。
- 1976年3月25日 - 北校舎増築落成。
- 1979年11月27日 - 国際児童年、タイムカプセル埋設記念式挙行。
- 1980年
  - 4月1日 - 座間市立旭小学校新設に伴い、644名の児童が転出。
  - 11月15日 - 創立十周年記念式典挙行。アスレチック完成。
- 1990年10月27日 - 創立二十周年記念式典挙行。造形砂場完成。
- 2000年11月10日 - 創立三十周年記念こども音楽会開催（他記念事業に取り組み）。
- 2009年4月1日 - 体育館耐震工事実施（7月 - 12月）。
- 2010年
  - 4月1日 - 体育館耐震工事延長（8月末まで）。家庭科室改修工事実施（2011年3月 - 6月）。
  - 7月1日 - 南棟外壁工事着工（9月10日終了）。
  - 10月13日 - 創立40周年記念航空写真撮影。
- 2012年4月1日 - 国際教室新設。
- 2013年3月28日 - 普通教室等空調整備工事（10月15日終了）。
- 2015年6月 - 南棟屋上防水改修工事（9月終了）。
- 2017年
  - 8月 - 南棟給水管修理工事中断。
  - 12月 - 北棟屋上防水改修工事（2018年3月終了）。
- 2018年3月 - 職員室玄関ドア改修工事（3月終了）。
- 2020年10月20日 - 開校50周年記念式典挙行。

## 学校教育目標
出典
知・徳・体の調和のとれた人間性豊かな児童の育成
「かしこく やさしく たくましく」

## 通学区域
出典
- 座間市
  - ひばりが丘二丁目
  - ひばりが丘三丁目
  - ひばりが丘四丁目
  - ひばりが丘五丁目（57番〜59番）

## 進学中学校
出典
- 座間市
  - 座間市立東中学校

## 周辺
- 座間市立ひばりが丘南児童ホーム - 同一建物内。
- 座間市立ひばりが丘プール（夏季のみ営業） - 敷地が隣接。
- 神奈川県警座間警察署ひばりが丘交番
- 座間市消防団第3分団第5部
- 座間市立東中学校 - 市道交差点をはさんで、対角線上で隣接。
- 座間ひばりが丘郵便局
- 座間市立旭小学校
- 座間市立東原小学校
- 座間市消防本部座間市消防署東分署
- 座間市第1子育て支援センターざまりんのおうち「ゆめ」
- 東原幼稚園
- このほか、周辺には、芝浦機械座間工場などの工場やスーパー三和・座間東原店などの商業施設、及び神奈川県住宅供給公社座間東原共同住宅などのマンション・アパートなども点在する。

## 交通
- 相鉄バス「綾75」系統で、「まきの台」停留所より、校地東側の門まで、
  - 南林間駅行のりばから、徒歩65m・約1分。
  - さがみ野駅行・さがみ野駅経由相模大塚駅行のりばから、徒歩約110m・約2分。
- 座間市コミュニティバス「ザマフレンド号」「D 東原・ひばりが丘南コース」で、「県公社東原団地前」停留所か、「ひばりが丘三丁目」停留所下車後、徒歩。
- 相模鉄道本線さがみ野駅より
  - 徒歩約1.5km・約23分。
  - 上述の相鉄バス「綾75」系統に乗車し、「まきの台」停留所下車後、徒歩。